# Sting (álbum de Emarosa)
Sting es el sexto álbum de estudio de la banda estadounidense de rock alternativo Emarosa. Fue lanzado el 27 de enero de 2023 a través de Out of Line Music y fue producido por Courtney Ballard. El álbum es el primer lanzamiento de estudio de la banda con el sello.

## Antecedentes y promoción
El 1 de julio de 2020, según los informes, la banda fue retirada de su sello Hopeless Records, y de su gerencia, Roc Nation, luego de acusaciones de conducta sexual inapropiada que surgieron contra el vocalista Bradley Walden. El 28 de agosto, Walden negó las acusaciones formuladas en su contra y, mediante investigaciones adicionales, se demostró que las declaraciones eran falsas. El 9 de marzo de 2021, la banda anunció en las redes sociales que están trabajando en nuevo material para el álbum.
El 27 de abril de 2022, la banda lanzó su primer sencillo nuevo en casi tres años, "Preach", junto con un vídeo musical. También se reveló que la banda había vuelto a ser un dúo, ahora compuesto exclusivamente por Walden y White. El 6 de julio, la banda presentó un segundo sencillo, "Attention". El 15 de septiembre la banda lanzó su tercer sencillo del año, "Stay", y su correspondiente vídeo musical. Al mismo tiempo, revelaron el álbum en sí, la portada, la lista de canciones y la fecha de lanzamiento. El 11 de noviembre, dos meses antes del lanzamiento del álbum, Emarosa lanzó el cuarto y último sencillo "Again".

## Lista de canciones
| N.º | Título        | Duración |  |
| 1.  | «Preach»      | 3:29     |  |
| 2.  | «Attention»   | 3:21     |  |
| 3.  | «Stay»        | 3:51     |  |
| 4.  | «Cinnamon»    | 3:06     |  |
| 5.  | «Forgiveness» | 2:23     |  |
| 6.  | «INLA»        | 3:25     |  |
| 7.  | «Again»       | 3:25     |  |
| 8.  | «Woman»       | 3:40     |  |
| 9.  | «Rush»        | 3:06     |  |
| 10. | «Danger»      | 4:12     |  |

## Personal
Emarosa
- Bradley Walden - voz principal
- ER White – guitarra

Músico adicional
- Patrick Taylor - bajo